# Adiantum henslovianum
Adiantum henslovianum är en kantbräkenväxtart som beskrevs av J. D. Hook. Adiantum henslovianum ingår i släktet Adiantum och familjen Pteridaceae. Inga underarter finns listade.